# Salomon Bretoński
Salomon (bre. Salaün, zm. 25 czerwca 874), książę Bretanii, który po 868 r. używał tytułu królewskiego, ponadto hrabia Rennes, Nantes, Avranches i Coutances. Był synem Riwallona III z Poher. W 852 r., w zamian za przysięgę wierności złożoną królowi zachodniofrankijskiemu Karolowi Łysemu, otrzymał hrabstwa Rennes i Nantes.

## Życiorys
Był członkiem dworu księcia Bretanii Erispoe. W 857 r., obawiając się utraty swoich dóbr, stanął na czele spisku, który zakończył się zamordowaniem Erispoe. Salomon został kolejnym księciem Bretanii. W 858 r. wsparł rebelię możnych w Neustrii skierowaną przeciwko Karolowi Łysemu. Na wiosną bretońskie wojska zdobyły Le Mans. We wrześniu wysłannicy Salomona spotkali się pod Orleanem z królem Ludwikiem Niemieckim. Salomon złożył przysięgę na wierność Ludwikowi. Wywołało to reakcję soboru w Savonnières w 859 r., który przypomniał Salomonowi o przysiędze z 852 r.
Oprócz walki z Karolem Łysym Salomon prowadził również wojnę z margrabią Neustrii Robertem Mocnym, w której korzystał z pomocy wikingów. Wspierał również militarnie Ludwika Jąkałę, syna Karola Łysego, który zbuntował się przeciw ojcu. W 863 r. król Karol zaatakował Bretanię, ale rychło rozpoczął rozmowy pokojowe. W ich wyniku Salomon otrzymał wschodnią Andegawenię. Musiał także złożyć hołd Karolowi.
Trwała natomiast wojna Salomona z Robertem Mocnym. W 866 r. Robert zginął pod Brissarthe w bitwie ze sprzymierzonymi z Salomonem wikingami. Wkrótce potem bretoński książę ponownie zbuntował się przeciwko Karolowi Łysemu. Nie pomogła interwencja papieża Mikołaja I i Karol ruszył zbrojnie na Bretanię w 867 r. Salomon wysłał wówczas swojego zięcia, Paskwetena, na rozmowy z królem. Paskweten złożył w imieniu teścia przysięgę na wierność Karolowi co zakończyło konflikt.
Od tamtej pory Salomon pozostał wiernym lennikiem Karola. W 868 r. otrzymał od niego w darze złotą koronę. W późniejszym okresie Salomon posługiwał się tytułem królewskim, aczkolwiek nie odbył nigdy formalnej koronacji. Umocnienie więzów przyjaźmi między Salomonem a Karolem nastąpiło podczas chrztu 2-letniego syna Salomona, Wigo, którego ojcem chrzestnym został Karol.
W latach 60. IX w. Salomon próbował przekonać papieża Mikołaja, aby ten podniósł biskupstwo w Dol do rangi arcybiskupstwa, które stanęłoby na czele bretońskiej organizacji kościelnej. Starania te nie przyniosły efektu i bretońscy biskupi wciąż podlegali arcybiskupowi Tours, z czym nie godził się Salomon.
W 874 r. zawiązał się spisek w skład którego weszli Paskweten, Gurvand z Rennes i Wigo, syn Riwallona, hrabiego Cornuaille. Spiskowcy zamordowali Salomona, ale spory o władzę między nimi doprowadziły do wybuchu wojny domowej.
Następnego dnia po zabójstwie odnaleziono zwłoki Salomona, które złożono w Plélan. Zaczęto czcić go jako świętego. Poświęcono mu m.in. kościół w Vannes i kaplicę przy katedrze w Rennes.